# Stazione di Olgiate-Calco-Brivio
La stazione di Olgiate-Calco-Brivio è una fermata ferroviaria posta sulla linea Lecco-Milano, a servizio dei comuni di Olgiate Molgora, Calco e Brivio.

## Storia
La stazione, originariamente denominata "Olgiate-Calco", fu inaugurata con ogni probabilità nel 1873, contemporaneamente alla tratta ferroviaria Monza–Calolziocorte.
Nel 1950 assunse la nuova denominazione di "Olgiate-Calco-Brivio".
Fu trasformata in fermata il 29 luglio 2008, con l'attivazione del raddoppio del binario.

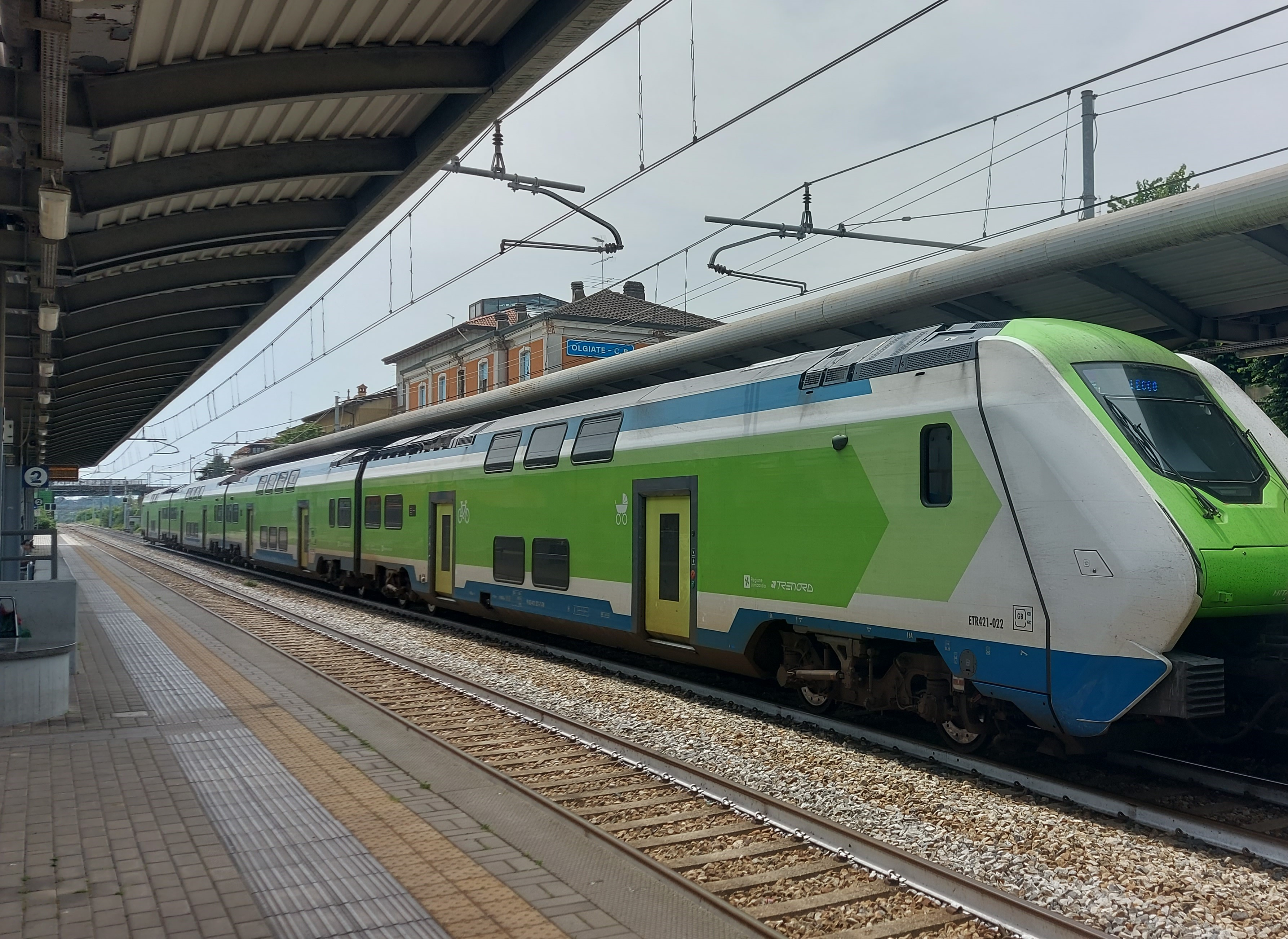
Un treno S8 fermo alla stazione

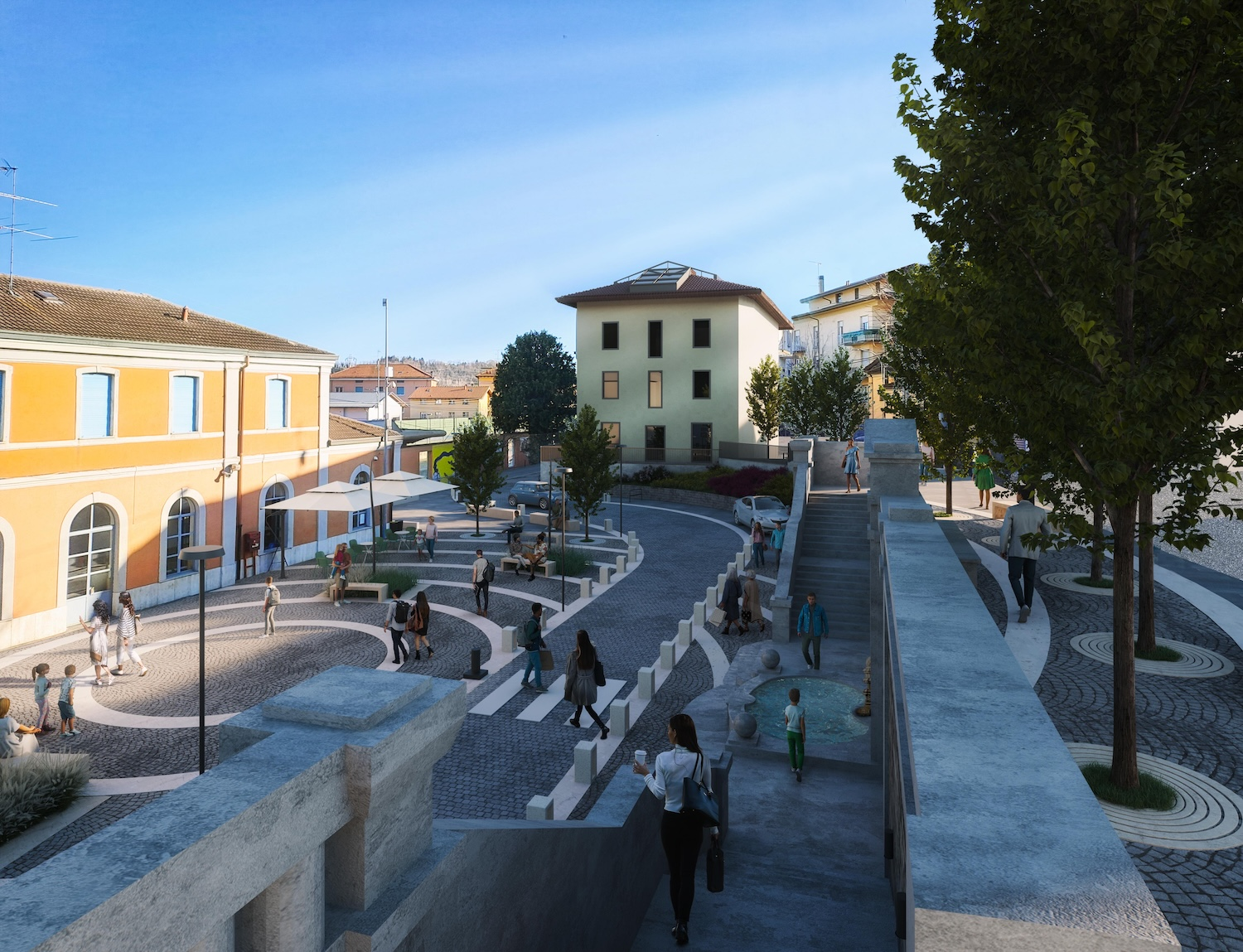
Progetto vincitore del Concorso idee

Nel dicembre 2023, il Comune di Olgiate Molgora ha lanciato un concorso di idee per la riqualificazione della piazza antistante la stazione ferroviaria. Il progetto selezionato prevede l’introduzione di pavé, aiuole, alberi e panchine, con l’obiettivo di migliorare l’estetica e la funzionalità dell'area. I lavori di riqualificazione si svolgeranno in fasi, con la piazza come intervento prioritario.

## Movimento
La stazione è servita dai treni della linea S8 (Lecco-Milano Porta Garibaldi) del servizio ferroviario suburbano di Milano, con frequenza semioraria.